# Військово-морські сили Латвії

Військово-морскі сили Латвії (латис. Latvijas Jūras spēki) — військовий підрозділ Національних збройних сил Латвії. На нього покладено завдання проведення військових, пошуково-рятувальних операцій, мінно-вибухонебезпечного очищення Балтійського моря, а також екологічного моніторингу. Військово-морські сили з великим успіхом брали участь у міжнародних операціях НАТО - Партнерство заради миру та різноманітних навчаннях. Основними пріоритетами розвитку Військово-Морських Сил є розширення діяльності в рамках ескадри кораблів Балтії BALTRON і розвиток системи спостереження за морем. Велику увагу приділяють професійно-спеціальній підготовці та викладанню англійської мови. 

## Історія

### Створення ВМС Латвії
Військово-морські сили Латвії були засновані 10 серпня 1919 року, першим кораблем був колишній імперський німецький тральщик SMS M68. До цього M68 був затоплений на міні біля Риги 29 жовтня 1917 року. Корабель підняли в 1918 році та доставили до Риги для ремонту, але пізніше, у 1919 році, його захопили війська Латвійської Соціалістичної Радянської Республіки, перш ніж його знову захопила Німеччина. Після закінчення Війни за незалежність Латвії та перемоги латвійського тимчасового уряду, M68 був офіційно введений до складу Військово-морських сил Латвії під назвою Вірсайтіс. Він залишався єдиним військовим кораблем латвійського флоту до 1926 року. 
У 1926 році у Франції було замовлено два нових тральщики класу Viesturs, Viesturs і Imanta, які введені в експлуатацію пізніше того ж року. У тому ж році, також у Франції, були замовлені два підводних човна типу Роніс: Роніс і Спідола. 
Латвійські військово-морські сили складались з п'яти кораблів, під час їх першого створення, оскільки Велика депресія перешкоджала подальшому їх розширенню. Військово-морський флот не брав участі в жодних діях на початку свого існування. 
У серпні 1940 року Радянський Союз вторгся та окупував Латвію, таким чином захопивши всі п'ять латвійських військових кораблів. Всі вони були включені до складу Балтійського флоту СРСР. Обидва підводні човни зберегли свої назви, тральщик Вірсайтіс був перейменований у Т-297 (його ім'я було відновлено в наступному році), Вієстурс був перейменований у Т-298, а Іманта був перейменований у Т-299. 
Усі п’ять кораблів брали участь у Другій світовій війні в різних ролях. Підводні човни Роніс і Спідола були затоплені в Лієпаї 24 червня 1941 року, щоб запобігти їх захопленню німецькими військами. 1 липня 1941 року Т-299 підірвалася на міні і затонув біля Сааремаа. Вірсайтіс брав участь в евакуації радянського гарнізону на півострові Ханко наприкінці 1941 року. 2 грудня 1941 року він підірвалася на міні й затонув біля Ханко. Т-298 був єдиним колишнім латвійським військовим кораблем, який пережив Другу світову війну, і пізніше був перетворений на дослідницьке судно в 1948 році. Його остаточна доля невідома.

#### Бойовий склад ВМС Латвії станом на 1940 рік
| Тип                                 | Бортовий номер | Найименування           | Введення в склад флоту | Примітки |
| Підводні човни                      |                |                         |                        | |
| Підводні човни типу «Роніс»         | R              | «Ро́ніс» «Ronis»         | 1927                   | 19.08.1940 захоплений, зарахований в склад Балтійського флоту СРСР 23.06.1941 знищені при евакуації ВМБ Лієпаї                |
| Підводні човни типу «Роніс»         | S              | «Спідола» «Spīdola»     | 1927                   | 19.08.1940 захоплений, зарахований в склад Балтійського флоту СРСР 23.06.1941 знищені при евакуації ВМБ Лієпаї                |
| Тральщики                           |                |                         |                        | |
| Тральщики типу «Minensuchboot 1916» |                | «Вірсайтис» «Virsaitis» | 10.11.1921             | 19.08.1940 захоплений, зарахований в склад Балтійського флоту СРСР 03.12.1941 підрив на міні, затонув східніше Ханко          |
| Тральщики типу «Minensuchboot 1916» |                | «Пірмунас» «Primunas»   | 02.08.1922             | __.08.1940 захоплений, зарахований в склад Балтійського флоту СРСР 11.01.1945 підрив на міні, затонув біля о. Аегна           |
| мінні тральщики типу «Вієстурс»     |                | «Вієстурс» «Viesturs»   | 1926                   | 13.08.1940 захоплений, зарахований в склад Балтійського флоту СРСР                                                            |
| мінні тральщики типу «Вієстурс»     |                | «Іманта» «Imanta»       | 1926                   | 13.08.1940 захоплений, зарахований в склад Балтійського флоту СРСР 01.07.1941 підрив на міні, затонув західніше пр. Соелавяйн |
| Кораблі керування та забезпечення   |                |                         |                        | |
| ледокольний буксир                  |                | «Варонис» «Varonis»     | 1927                   | захоплений, зарахований в склад Балтійського флоту СРСР                                                                       |

### Створення та стан ВМС Латвії після відновлення незалежності у 1991 році
Коли Латвія відновила свою незалежність у 1991 році, вона почала відновлювати Військово-морські сили під командуванням адмірала (тоді капітана) Гайдіса Зейботса. У 1994 році Військово-морські сили складалися з Південного регіону (у Лієпаї), Центрального регіону (у Ризі), батальйону берегової оборони (у Вентспілсі) та Навчального центру (у Лієпаї). Найважливіша морська подія цих перших днів відновленої Латвійської Республіки відбулася 11 квітня 1991 року, коли латвійський прапор було піднято на першому кораблі відновленого ВМС «SAMS». Ця дата тепер визнана відродженням Військово-морських сил Латвії. 

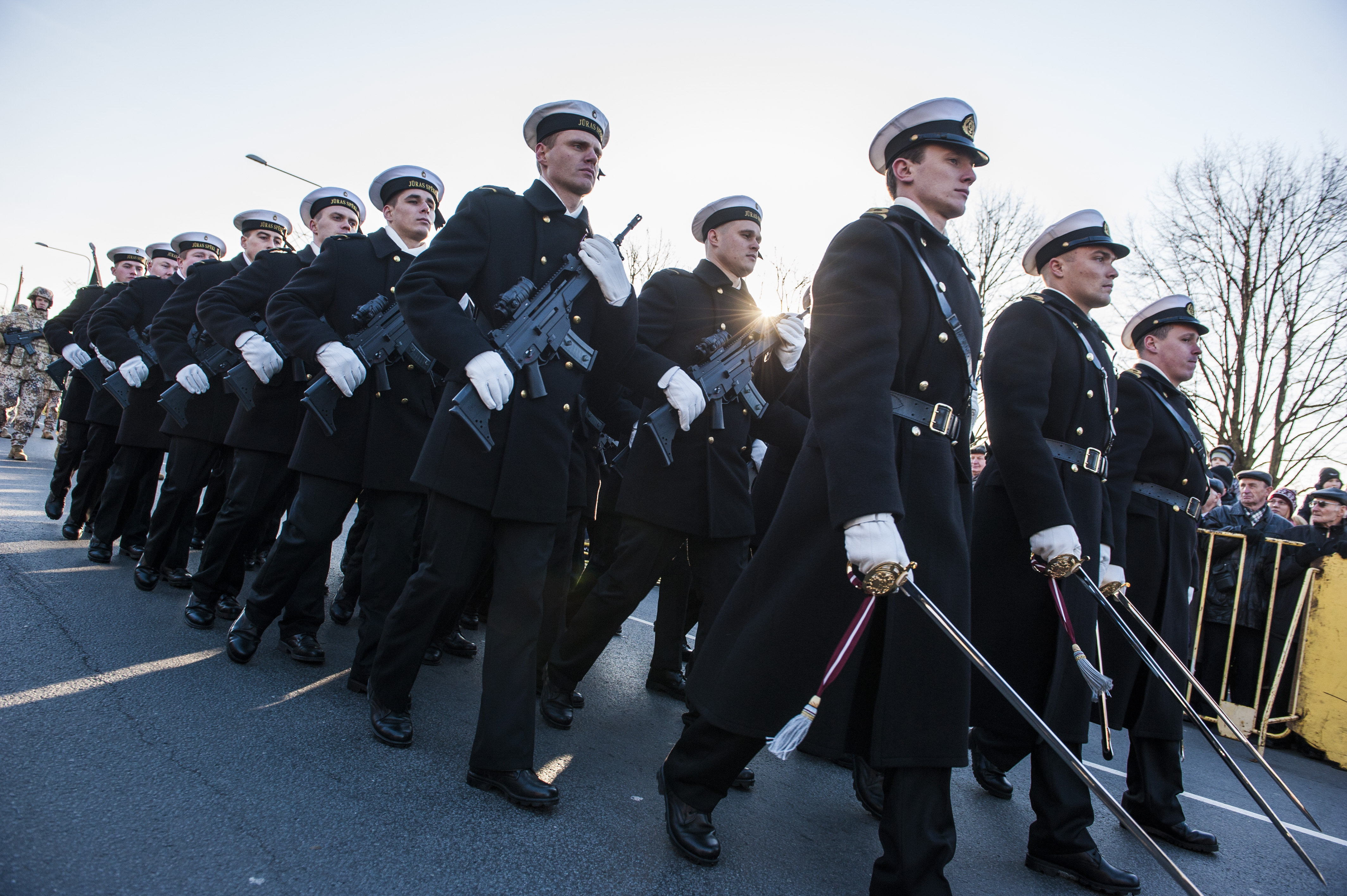
Підрозділ ВМС на параді

У 1999 році була створена Балтійська морська ескадра (BALTRON) з кораблів ВМС Литви, Латвії та Естонії. Капітан ВМС Латвії Ілмарс Лесінскіс, який тоді був командувачем Південним округом, був призначений першим командувачем цих багатонаціональних сил. 
1 липня 1999 року Військово-морські сили Латвії були реорганізовані. Нинішню структуру створено на базі попередніх регіональних підрозділів – Флотилії військових кораблів (штаб знаходиться в Лієпаї), Флотилії кораблів берегової охорони в Ризі (підрозділи знаходяться в Лієпаї та Вентспілсі), Батальйону берегової оборони у Вентспілсі (підрозділи знаходяться вздовж узбережжя Балтійського моря та Ризької затоки), Навчальний центр у Лієпаї, База матеріально-технічного забезпечення у Лієпаї (підрозділи знаходяться у Ризі та Вентспілсі). 
1 липня 2004 року Військово-морські сили Латвії були знову реорганізовані і з того часу складаються зі штабу ВМС, штабу флотилії ВМС, з підрозділами та служби берегової охорони. Нова структура краще, ніж раніше, організовує підготовку та спеціалізацію особового складу, а також краще розподіляє відповідальність між командирами. 
У рамках програми оснащення Військово-Морських Сил сучасними засобами у 2011 році був спущений на воду перший патрульний корабель національного виробництва нового покоління, виготовлений за участі Німеччини.
В 2011—2013 роках на озброєння надійшло 4 таких патрульних кораблі катамаранного типу SWATH (Small Waterplane Area Twin Hull).

## Організаційний склад
Організаційно Військово-морські сили Латвії включають:
- Флотилію Військово-морських сил (латис. Jūras spēku flotile)
- Службу берегової охорони (латис. Krasta apsardzes dienests)
  - KA-01 Kristaps
  - KA-06 Gaisma
  - KA-07 Ausma
  - KA-08 Saule
  - KA-09 Klints
  - KA-14 Astra
- Ескадру мінних кораблів (латис. Mīnu kuģu eskadra)
  - A-53 Virsaitis
  - M-04 Imanta
  - M-05 Viesturs
  - M-06 Tālivaldis
  - M-07 Visvaldis
  - M-08 Rūsiņš
  - Команда водолазів морської ескадри
- Ескадру патрульних кораблів (латис. Patruļkuģu eskadra)
  - A-90 Varonis
  - P-05 Skrunda
  - P-06 Cēsis
  - P-07 Viesīte
  - P-08 Jelgava
  - P-09 Rēzekne
- Службу морського спостереження та оповіщення (латис. Jūras novērošanas un sakaru dienests)
- Майстерні  (латис. Baltijas valstu pretmīnu aprīkojuma apkalpes darbnīca)

## Пункти базування
- ВМБ Рига (головна база, штаб ВМС)
- ВМБ Лієпая
- ВМБ Вентспілс

## Бойовий склад
| Тип                                | Бортовий номер | Фото | Найменування | В складі флоту | Стан    | Примітки                          |
| Мінні кораблі                      |                |      |              |                |         |                                   |
| Мінні тральщики типу «Tripartite»  | M 04           |      | «Imanta»     | 2007           | в строю | колишній Hr.Ms. M854 Harlingen    |
| Мінні тральщики типу «Tripartite»  | M 05           |      | «Viesturs»   | 2007           | в строю | колишній Hr.Ms. M855 Scheveningen |
| Мінні тральщики типу «Tripartite»  | M 06           |      | «Tālivaldis» | 2008           | в строю | колишній Hr.Ms. M852 Dordrecht    |
| Мінні тральщики типу «Tripartite»  | M 07           |      | «Visvaldis»  | 2008           | в строю | колишній Hr.Ms. M851 Delfzijl     |
| Мінні тральщики типу «Tripartite»  | M 08           |      | «Rūsiņš»     | 2008           | в строю | колишній Hr.Ms. M                 |
| Патрульні кораблі                  |                |      |              |                |         |                                   |
| Патрульні катери типу «Скрунда»    | P 05           |      | «Skrunda»    | 2011           | в строю |                                   |
| Патрульні катери типу «Скрунда»    | P 06           |      | «Cēsis»      | 2012           | в строю |                                   |
| Патрульні катери типу «Скрунда»    | P 07           |      | «Viesīte»    | 2012           | в строю |                                   |
| Патрульні катери типу «Скрунда»    | P 08           |      | «Jelgava»    | 2013           | в строю |                                   |
| Патрульні катери типу «Скрунда»    | P 09           |      | «Rēzekne»    | 2014           | в строю |                                   |
| Кораблі керування та забезпечення  |                |      |              |                |         |                                   |
| мінний загороджувач типу «Vidar»   | A 53           |      | «Virsaitis»  | 27.01.2003     | в строю | Колишній HNoMS Vale (N53)         |
| гідрографічне судно типу «Buyskes» | A 90           |      | «Varonis»    | 11.11.2004     | в строю | Колишній Hr.Ms. «Buyskes» (A904)  |
| Катери берегової охорони           |                |      |              |                |         |                                   |
| патрульні катери типу KBV          | KA 01          |      | «Kristaps»   | 1993           | в строю | Колишній                          |
| патрульні катери типу KBV          | KA 06          |      | «Gaisma»     | 1994           | в строю | Колишній                          |
| патрульні катери типу KBV          | KA 07          |      | «Ausma»      | 1994           | в строю | Колишній                          |
| патрульні катери типу KBV          | KA 08          |      | «Saule»      | 1994           | в строю | Колишній                          |
| патрульні катери типу KBV          | KA 09          |      | «Klints»     | 1994           | в строю | Колишній                          |
| патрульні катери типу KBV          | KA 14          |      | «Astra»      | 2001           | в строю | Колишній                          |

## Префікс кораблів та суден
У військово-морських силах Латвії наведено стандарт, за яким корабель або судно мають бортовий номер з латинською літерою, відповідно до класу корабля:
- M — мінний корабель
- P — сторожовий (патрульний) корабель
- A — допоміжне судно (англ. Auxiliary — допоміжний)
- КА — берегова охорона (латис. Krasta apsardze)

Префікс за приналежністю до військово-морських сил держави відсутній.

## Прапори кораблів та суден
| Прапор | Гюйс | Вимпел бойових кораблів |
|        |      |                         |

### Прапори посадових осіб
| Міністр оборони | Командувач ВМС    | Віце-адмірал     | Контр-адмірал      |
|                 |                   |                  |                    |
| Командор        | Командир флотилії | Командир ескадри | Командир дивізіону |
|                 |                   |                  |                    |

## Знаки розрізнення

### Адмірали та офіцери
| Категорії               | Адмірали      | Адмірали       | Адмірали         | Старші офіцери     | Старші офіцери     | Старші офіцери     | Молодші офіцери   | Молодші офіцери   | Молодші офіцери |
| ----------------------- | ------------- | -------------- | ---------------- | ------------------ | ------------------ | ------------------ | ----------------- | ----------------- | --------------- |
|                         |               |                |                  |                    |                    |                    |                   |                   |                 |
| Латвійське звання       | Viceadmirālis | Kontradmirālis | Flotes admirālis | Jūras kapteinis    | Komandkapteinis    | Komandleitnants    | Kapteiņleitnants  | Virsleitnants     | Leitnants       |
| Український відповідник | Віце-адмірал  | Контр-адмірал  | Командор         | Капітан 1-го рангу | Капітан 2-го рангу | Капітан 3-го рангу | Капітан-лейтенант | Старший лейтенант | Лейтенант       |

### Сержанти та матроси
| Категорії               | Унтерофіцери              | Унтерофіцери             | Унтерофіцери                  | Сержанти та старшини | Сержанти та старшини | Сержанти та старшини | Матроси        | Матроси  |
| ----------------------- | ------------------------- | ------------------------ | ----------------------------- | -------------------- | -------------------- | -------------------- | -------------- | -------- |
|                         |                           |                          |                               |                      |                      |                      |                |          |
| Латвійське звання       | Augstākais bocmanis       | Galvenais bocmanis       | Štāba bocmanis                | Bocmanis             | Seržants             | Kaprālis             | Dižmatrozis    | Matrozis |
| Український відповідник | Головний майстер-старшина | Старший майстер-старшина | Головний корабельний старшина | Головний старшина    | Старшина 1-ї статті  | Старшина 2-ї статті  | Старший матрос | Матрос   |

## Командувачі
- 1924 — 1931 Архібальд Кейзерлінг
- 1931 — 1940 Теодор Спаде

### Після 1991 року
- 1992 — 1999 Гайдіс Андрій Зейбот
- Ілмарс Лещинський
- 14.01.2005 — 2009 Олександр Павлович
- Рімантс Штрімайтіс
- Інгус Візуліс